# Digimon (seriál)
Digimon je japonská anime série 1999–2000 produkovaná společností Toei Animation a vytvořená Akiyoshi Hongo (pseudonym pro tři nejdůležitější tvůrce, jimiž jsou Aki Maita, Hiroshi Izawa a Takeichi Hongo). Seriál byl vysílán v televizi Fuji TV od 7. března 1999, v České republice byl vysílán v televizi TV Nova od 4. března 2002. Jedná se o anime typu isekai.
Japonská znělka seriálu je Butter-Fly, v ČR byl použit překlad anglické znělky. O rok později vznikl sequel Digimon Adventure 02. V roce 2020 se začal vysílat reboot s názvem Digimon Adventure.

## Děj
7 dětí na letním táboře objeví Digiovladače (v originále zvané Digivice) a dostane se do Digisvěta, který obývají stvoření známé jako Digimoni. Každý z dětí najde svého Digimona a stanou se z nich partneři. Společně se snaží dostat zpátky domů. Děti zjistí, že pomocí Digiovladačů se jejich Digimoni mohou změnit na vyšší úroveň.

## Tvorba
Grafická inspirace především odkazuje na japonské anime, zejména jako Pokémona, a poté bylo přidáno dobrodružné téma, které vrací ságy z Jurského parku z předchozích let.

## přenos
seriál byl vysílán na Fuji TV v Japonsku a Fox Kids ve Spojených státech Digimon bude vysílán na kanálech Fox Kids a Jetix v Evropě a pozemních kanálech v Evropě, jako je Rai v Itálii, TVE ve Španělsku, TF1 ve Francii, RTL II v Německu, RTL Klub V Maďarsku, Nelonen ve Finsku, TV3 v Dánsku, Švédsku a Norsku, Nova TV v Chorvatsku, Disney Channel v Flippines a Cartoon Network v Indii

## Postavy
- Tai Kamiya Tai je vůdce skupiny a hvězdný hráč ve školním fotbalovém týmu. Jeho agresivní a impulzivní osobnost ho často vystavuje nebezpečí, ale učí se, že empatie a soucit jsou klíčem k tomu, aby byl úspěšným vůdcem.
- Matt Ishida Matt je T.K. Starší bratr. Žije v Odaibě se svým otcem poté, co se jeho rodiče rozvedli o tři roky dříve. V digitálním světě je opatrný, zejména pokud jde o bezpečnost T. K. a často se střetává s Taiem kvůli jeho bezohlednosti.
- Sora Takenouchi Sora je Taiova spolužačka a byla s ním ve fotbalovém týmu. Věnuje se v digitálním světě opatrnosti a slouží jako mateřská postava pro ostatní, která často působí jako prostředník mezi Taiem a Mattem.
- Izzy Izumi Izzy je počítačový expert a rád zkoumá internet. Jeho intelektuální zvědavost je silná, ale někdy se příliš pohltí, aniž by se soustředil na své okolí. Když zjistil, že byl adoptován, začal se podvědomě distancovat od svých rodičů a místo toho se více soustředil na svůj počítač. Později se však přijali jako rodina.
- Mimi Tachikawa je dívka, která se zajímá především o nakupování a svůj vzhled. Později se ale čím dál tím víc uplatňuje jako platná členka týmu. Často navazuje přátelství s ostatními Digimony.

- Joe Kido je nejstarší z dětí. Vše pečlivě promýšlí a je opatrný.
- T.K. Takaishi je Mattův mladší bratr. Vadí mu, že se o něj Matt pořád stará a snaží se ostatním dokázat, že není jen malé dítě.
- Kari Kamiya je Taiova mladší sestra, která se ke skupině připojí později. Je hodná a stará se jen o ostatní.

## Hudba

### IniciályMediaset
- Digimon (text Alessandra Valeri Manera; Hudba Max Longhi a Giorgio Vanni) zpívaný Giorgio Vanni

### IniciályRai
- Digimon (text Bruno Tibaldi; Hudba Stefano Lucato a Antonio Summa) zpívaný Manga Boys